# Красный остров (фильм)
«Красный остров» — советский художественный фильм, снятый в 1991 году режиссёром Александром Фенько по мотивам пьес «Багровый остров», «Театральный роман», «Иван Васильевич», «Мольер», повести «Дьяволиада» и ряда ранних рассказов Михаила Булгакова.

## Сюжет
После бурно проведённого вечера разочаровавшийся в жизни и мучимый похмельем писатель Поляков собрался покончить с собой. Явившийся в этот самый момент редактор с повадками Мефистофеля Рудольфи предложил издать роман Полякова, однако вскоре исчез.
Оставшись один перед лицом фантасмагоричной для него советской литературной бюрократии, писатель заболел. Теперь единственная его надежда — разрешение всесильного цензора Главреперткома Саввы Лукича на постановку пьесы «из туземной жизни».
Собственно пьесе (точнее, её финальному акту) и уделены последние полчаса фильма и его открытый финал.

## В ролях
- Александр Феклистов — Сергей Васильевич Поляков / Мольер

В титрах фильма обозначены только имена актёров.
- Диана Кострицына — Анна Леонтьевна/ Жена Мольера
- Андрей Болтнев — Илья Иванович Рудольфио / доктор
- Гражина Байкштите — работница Главлита
- Авангард Леонтьев — Савва Лукич / король Людовик XIV
- Эдуард Марцевич — директор театра Геннадий Панфилович / архиепископ
- Семён Фарада — Метёлкин / вождь племени
- Татьяна Васильева — Екатерина Ивановна / леди Гленарван / Августа Менажраки
- Юрий Медведев — Святослав Владимирович Бунша-Корецкий, управдом
- Тадеуш Кокштыс — старик
- Владимир Сичкарь — Ян Собеский
- Андрей Кашкер — Пётр / слуга Мольера Бутон
- Кристина Федорович — нищая девочка-скрипачка
- Александр Тихонович — нищий
- Катя Заболотная — нищая девочка
- Валентина Петрачкова — соседка / прислуга
- Владислав Демченко — актёр труппы Мольера
- Эвелина Сакуро (в титрах Э. Сакура) — Эмма Васильевна, соседка
- Евгений Шипило
- Юрий Шлыков
- Юрий Галкин
- Иван Васильченков
- Валерия Лиходей

не указаны в титрах
- Инна Нахай (Бушнак) — танцовщица
- Владимир Корпусь — член собрания

## Съёмочная группа
- Режиссёр: Александр Фенько
- Сценарист: Александр Фенько
- Оператор-постановщик: Владимир Калашников
- Художник-постановщик: Александр Тихонович
- Художник-декоратор: Иван Рогатень
- Звукооператор: Гернард Басько
- Костюмы: Наталья Сардарова, Т. Буцик
- Монтаж: Елена Коловская,
- Грим: Г. Храпуцкий, Г. Косыгина
- Режиссёрская группа: А. Федорович, И. Купчинова, Н. Пенкрат, Э. Закржевская
- Оператор: Игорь Белокопытов
- Цветоустановщик: Т. Ерхова
- Мастер по свету: А. Питиримов
- Административная группа: А. Волков, О. Сало
- Директор: Степан Терещенко
- Композитор: Ольга Криволап
- Ансамбль ударных инструментов под руководством Марка Пекарского

## Призы и награды
- Приз жюри кинофестиваля «Литература и кино»-97 в Гатчине.